# Paraffin

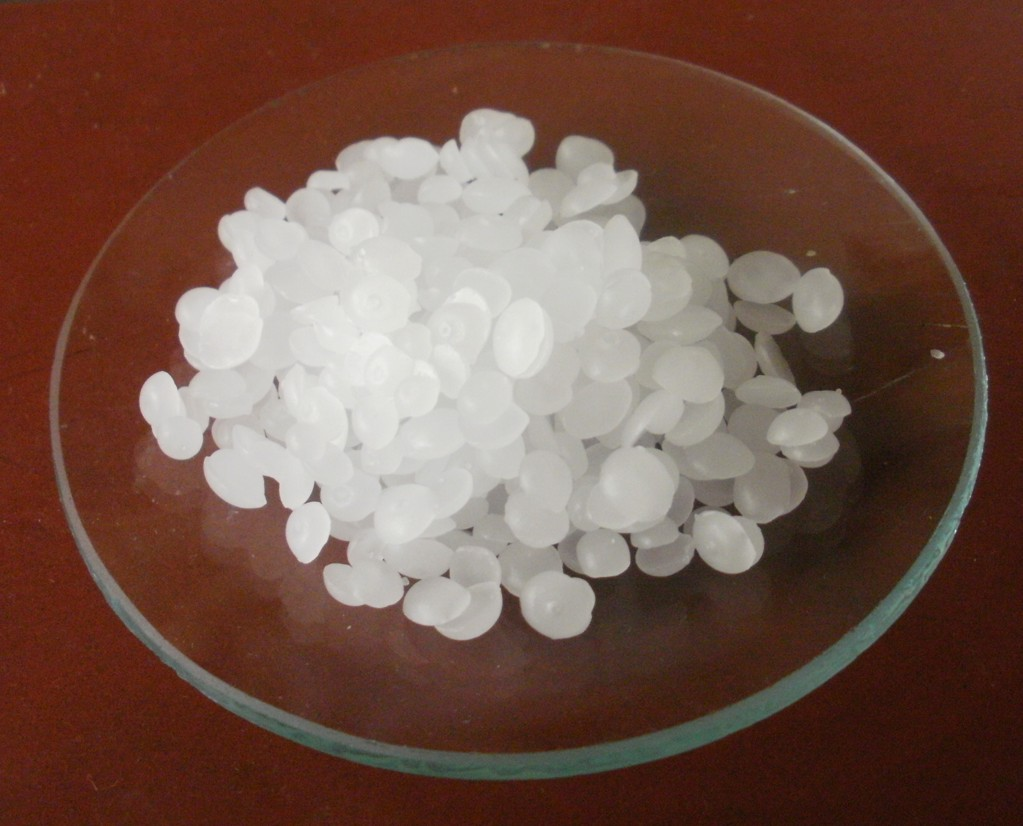
Paraffinvax

Paraffin är en vaxlik blandning av kolväten som tillverkas av petroleum eller syntetiskt genom Fischer-Tropsch-processen. Paraffin är svagt vitfärgat, utan vare sig lukt eller smak och används bland annat för att tillverka ljus. 
Ofärgade och oparfymerade paraffinljus är luktfria och till färgen svagt blå-vita. Paraffin tillverkades först av Carl Reichenbach i Tyskland runt 1830 och utgjorde ett väsentligt steg framåt för ljustillverkningstekniken då dessa ljus brann med renare låga och pålitligare än de på den tiden tillverkade ljusen från animaliska fetter och paraffinljusen var också billigare att tillverka.
Som kemiskt begrepp är paraffin synonymt med alkaner, vilket betyder kolväten med den allmänna formeln CnH2n+2. Ordet har sitt ursprung i latinets parum ("mycket litet") + affinis, med betydelsen "avsaknad av (elektron)affinitet" eller "avsaknad av reaktivitet" beroende på paraffinets låga reaktivitet. En typisk alkan i paraffin kan till exempel vara C31H64.

## Historik och användning
1800-talets kemister som utforskade bergoljans kemi använde uttrycket "parum affinis" som är ett samlingsnamn för föga reaktiva petroleumdestillat, medan nutida kemister föredrar begreppet alkaner som förklarar molekylstrukturen.
Begreppet "paraffin" har dock i vardagsspråket blivit ett samlingsnamn på olika biprodukter som utvinns vid raffinering av råolja. Exempelvis  kan orden paraffin och paraffin oil på brittisk engelska ha betydelsen fotogen, medan det svenska ordet paraffinolja kan syfta på barnolja.

### Hälsa
Norska Folkhälsoinstitutet gick år 2014 ut med varning där de jämställer användandet av paraffinljus med passiv rökning. Vidare sade svenska Naturskyddsföreningen att paraffinljus avger farliga partiklar och leder till sjukdomar.
Enligt tidskriften Illustrerad Vetenskap 2014 avger ljus med stearin och paraffin välgörande ånga av natrium- och kaliumsalter som kan tas upp i blodet. Ångorna kommer från orenheter i ljuset och från flamskyddsmedel i veken. Enligt Illustrerad Vetenskap är det istället sot eller rök som uppstår när lågan fladdrar som är ohälsosam och kan orsaka cancer.
Forskaren Aneta Wierzbicka vid Lunds universitet har studerat levande ljus inomhus. I en artikel på forskning.se 2021 beskrev hon att det är den fladdrande lågan som orsakar fara och att man därför bör undvika att lågan fladdrar. Enligt henne är det inte paraffinet i sig som är avgörande.

## Användning
Paraffin används bland annat:
- i ljus, oftast tillsammans med stearin.

- inom human- och veterinärmedicin, mot till exempel torra ögon (Oculentum Simplex APL) eller i flytande form som purgativ.

- vid konserving av sylt eller gelé. Efter det att man hällt den nykokta sylten på burk och låtit den svalna, häller man ett lager smält paraffin ovanpå sylten. Paraffinet lägger sig då som ett lufttätt lock i burkens öppning, utan att blanda sig med sylten. Ovanpå paraffinlocket binds vanligen ett stycke tunt tyg.

- som hölje till hårdost för att skydda mot uttorkning och mögel.

- inom histologin, när man vill bädda in ett preparat.

- som skidvalla både i fästvalla och glidvalla. I klistervalla används paraffinolja.

- i olika hudkrämer och läppbalsam, till exempel Lypsyl.

- till oljning av träprodukter.

- för testning av andningsfilter enligt EU-standard EN143.

- framställning av lampolja